# بطولة النساء العالمية إيه دبليو إيه
بطولة النساء العالمية إيه دبليو إيه كانت بطولة مصارعة محترفة نسائية تابعة لجمعية المصارعة الأمريكية (إيه دبليو إيه) من عام 1961 إلى عام 1990.

## قائمة البطلات
| المصارعة      | عدد العهود | فاز على                                        | التاريخ                         | المكان               |
| ------------- | ---------- | ---------------------------------------------- | ------------------------------- | -------------------- |
| بيني بانر     | 1          | الفوز في معركة ملكية                           | 26 أغسطس 1961                   | أنغولا بإنديانا      |
| غير نشط       | غير متاح   | غير متاح                                       | 16 أغسطس 1964                   | غير متاح             |
| فيفيان فاشون  | 1          | بيتي نيكولي                                    | 4 نوفمبر 1971                   | وينيبيغ بمانيتوبا    |
| غير نشط       | غير متاح   | غير متاح                                       | السبعينيات أو أوائل الثمانينيات | غير متاح             |
| كاندي ديفين   | 1          | الفوز في معركة ملكية                           | نوفمبر 1984                     | مينيابوليس بمينيسوتا |
| شيري مارتيل   | 1          | كاندي ديفين                                    | 8 سبتمبر 1985                   | شيكاغو بإلينوي       |
| كاندي ديفين   | اثنين      | عاد اللقب إلى ديفين.                           | أكتوبر 1985                     | غير متاح             |
| شيري مارتيل   | اثنين      | حلوى ديفين                                     | 17 أكتوبر 1985                  | وينيبيغ بمانيتوبا    |
| كاندي ديفين   | 3          | شيري مارتل                                     | 16 يناير 1986                   | وينيبيغ بمانيتوبا    |
| شيري مارتيل   | 3          | فريتز فون إريك                                 | 26 يونيو 1987                   | أوكلاند بكاليفورنيا  |
| شاغر          | غير متاح   | لأن مارتل وقعت مع منظمة وورلد ريسلينغ فيدرايشن | 25 يوليو 1987                   | سانت بول بمينيسوتا   |
| مادوسا ميسيلي | 1          | حلوى ديفين                                     | 14 ديسمبر 1987                  | فيغاس بنيفادا        |
| ويندي ريختر   | 1          | كاندي ديفين                                    | 26 نوفمبر 1988                  | بلومنجتون بمينيسوتا  |
| شاغر          | غير متاح   | ريختر تترك المنظمة                             | ديسمبر 1989                     | غير متاح             |
| كاندي ديفين   | 4          | جودي مارتن                                     | 6 ديسمبر 1989                   | تورنتو بأونتاريو     |
| انتهت البطولة | غير متاح   | بسبب إفلاس الشركة                              | 1990                            | غير متاح             |

## وصلات خارجية
- "American Wrestling Association World Womens Title History". مؤرشف من الأصل في 16 de enero de 2010. اطلع عليه بتاريخ 18 de diciembre de 2009. {{استشهاد ويب}}: تحقق من التاريخ في: |تاريخ الوصول= و|تاريخ أرشيف= (مساعدة)